# Mizo

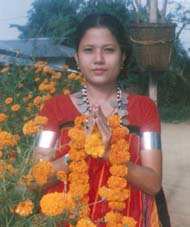
Mieszkanka Mizoramu

Mizo – grupa etniczna zamieszkująca przede wszystkim Indie. Są tam zarejestrowani jako Scheduled Tribe. Określenie „Mizo“ oznacza „ludzie z gór“. W czasach kolonialnych Brytyjczycy nazywali ich Lushai, a Bengalczycy – Kuki. Większe grupy zamieszkują stany Mizoram, Manipur i Tripura. Mniejsze grupy Mizo żyją na sąsiednich terenach Mjanmy i Bangladeszu. Posługują się językiem mizo, należącym do podgrupy kuki-naga chin tybeto-birmańskiej rodziny językowej. Nazwa stanu Mizoram oznacza „kraj Mizo“.

## Historia
Ich korzenie wywodzi się z Chin, skąd w okolicach roku 1000 mieli wyemigrować na tereny współczesnej Mjanmy. Dopiero stamtąd przybyli do Indii, gdzie osiedlili się na terenie Siedmiu Siostrzanych Stanów. Pierwsze wzmianki źródłowe dotyczące Mizo pochodzą z 1777 roku. Wówczas to wódz konkurencyjnego plemienia zamieszkującego okolice Ćottogram, zwrócił się do Brytyjczyków z prośbą o pomoc w walce z grupami Kuki (bengalska nazwa Mizo). Brytyjczycy na dobre pojawili się w Mizoramie dopiero w okolicach 1844 roku, kiedy to zaczęli prowadzić kampanie przeciwko miejscowym wodzom. Po dekolonizacji i uzyskaniu niepodległości przez Indie w 1947 roku, wodzowie Mizo zaczęli domagać się autonomii i prawa do rządzenia swoimi społecznościami na podobnych zasadach, jakie obowiązywały przed pojawieniem się Brytyjczyków. Spotkali się jednak ze sprzeciwem ze strony powstałej w czasach kolonialnych, wykształconej klasy średniej Mizo, zamieszkującej głównie miasta. Jej członkowie, którzy założyli organizację Mizo Commoners Union, byli zwolennikami integracji z Indiami. Tradycjonaliści sformowali natomiast ugrupowanie znane jako Mizo Freedom Organization. Ostatecznie to Commoners Union uzyskali przewagę i ziemie zamieszkiwane przez Mizo stały się częścią stanu Asam.
Po upływie około dziesięciu lat od wcielenia ziem Mizo do Assamu, wielu członków tej grupy etnicznej zmieniło swoje poglądy. Był to efekt zawiedzionych nadziei. Rząd centralny wycofał się z wielu złożonych wcześniej obietnic. Nie doszło na przykład do zniesienia pozycji i przywilejów wodzów. Poza tym miejscowe języki zaczęły być wypierane przez hindi, a lokalna administracja nie miała w zasadzie żadnej władzy i nie mogła o niczym decydować sama. Brak zdecydowanej reakcji i pomocy ze strony władz w czasie Mautam w 1959 roku, pogłębiły niechęć wobec rządu centralnego. Mizo, dotychczas rozbici na wiele podgrup (ze względu na zamieszkiwany region lub używany dialekt), zaczęli uważać się za jedną wspólnotę, zjednoczoną pochodzeniem i interesami. 
Zwolennicy niepodległego Mizoramu, zrzeszeni w Mizo National Front cieszyli się bardzo dużym poparciem wśród różnych podgrup plemiennych i warstw społecznych. Prowadzili działalność polityczną i społeczną a gdy rząd indyjski zignorował ich postulaty, doprowadzili nawet do powstania zbrojnego. Jego początkiem było ogłoszenie w 1966 roku niepodległości i państwa o nazwie Mizoram. Walki zostały wprawdzie wygrane przez siły rządowe ale sukcesy te nie doprowadziły do rozpadu MNF. Jego członkowie kontynuowali dotychczasową działalność mimo delegalizacji a zbrojne skrzydło ruchu prowadziło walkę partyzancką. Popularność idei niepodległościowej zmusiła rząd indyjski do nadania Mizoramowi statusu terytorium związkowego w 1972 roku. Zwiększenie lokalnej autonomii okazało się sukcesem, choć nadal spora część Mizo domagała się większych swobód. Z tego powodu w 1986 roku zawarto porozumienie na mocy którego rząd zobowiązywał się do nadania Mizoramowi statusu stanu. Obietnica ta została spełniona już rok później.

## Gospodarka
Tradycyjnie większość Mizo zajmowała się rolnictwem żarowym. Po wypaleniu roślin Mizo zasiewali teren ryżem, kukurydzą, kapustą i innymi warzywami. Poza tym na dużą skalę uprawiali również imbir i bawełnę. Dodatkowo hodowali świnie i drób, zajmowali się również rybołówstwem. Bogatsze rody posiadały liczne stada bydła. Do dziś większość mieszkańców Mizoramu utrzymuje się z rolnictwa, przemysł jest słabo rozwinięty, głównie z powodu zacofania infrastrukturalnego.

## Społeczeństwo
Większość Mizo żyje w rodzinach nuklearnych, aczkolwiek do dzisiaj żywa jest tradycja, która każe uważać każdego domownika za członka rodziny, nawet jeśli nie jest on krewnym. Większość mężczyzn opuszcza dom rodzinny po zawarciu związku małżeńskiego, przenosząc się z żoną do własnego. Obecnie dominują związki monogamiczne, choć wcześniej popularna była poligynia. Według tradycji najmłodszy syn powinien zostać z rodzicami i opiekować się nimi aż do ich śmierci. To właśnie najmłodsi synowie są tradycyjnie dziedzicami domu i ziemi po rodzicach. Reszta majątku ojca jest dzielona między braci. Córki natomiast dzielą między sobą majątek matki.

## Religia
Większość Mizo jest wyznawcami różnych odłamów protestanckiego chrześcijaństwa. Zależnie od miejsca zamieszkania i plemienia liczba chrześcijan jest różna. Szacuje się, że około 90% Mizo to chrześcijanie. Jest to efekt działalności zachodnich misjonarzy, którzy pojawili się w Mizoramie w czasach kolonialnych. Do najważniejszych kościołów działających wśród Mizo należą Kościół Adwentystów Dnia Siódmego i Zjednoczony Kościół Zielonoświątkowy i Armia Zbawienia. Częstą praktyką, zwłaszcza na wsi, jest synkretyzm religijny, czyli łączenie wierzeń ludowych z chrześcijaństwem. Niewielka grupa uznaje się za żydów (Bnei Menashe).